# Jože Vidic (baritonist)
Jože Vidic, slovenski baritonist, * 1974.
Je prvak SNG Opera in balet Ljubljana.   
Študiral je petje na Srednji glasbeni in baletni šoli v Ljubljani v razredu profesorice Jelke Stergar ter se izpopolnjeva v Opernem studiu Opere in baleta SNG Ljubljana pri profesorju Karlu Jeriču. V času študija je postal član prve zasedbe Slovenskega komornega zbora, član opernega zbora SNG Opera in balet Ljubljana ter komornega zbora Ave – z njim je prejel več odlikovanj in priznanj na mednarodnih zborovskih tekmovanjih. S tem zborom je leta 1994 prejel tudi nagrado Prešernovega sklada.  
V letu 2000 je postal član solističnega ansambla SNG Opera in balet Ljubljana, kjer je uspešno poustvaril več nosilnih baritonskih vlog: Lorenzo (Črne maske), Konrad (Renske nimfe), Evgenij Onjegin (Evgenij Onjegin), Orfej (Orfeo ed Euridice), Marcel (La bohème), Valentin (Faust), Escamillo (Carmen), Le Grand pretre (Samson in Dalila), Le Mari (Les mamelles de Tirésias), Silvio (I Pagliacci), dr. Malatesta (Don Pasquale), Gruden (Ljubezen kapital), Vladimir (Knez Igor), Pantalon (Zaljubljen v tri oranže), Danilo (Vesela vdova), Gabriel Von Eisenstein (Netopir), Chansonette (Gorenjski slavček), Jago (Otello) … 
Doma in v tujini se je uveljavil tudi kot koncertni pevec. Nastopa z različnimi orkestri pod vodstvom uglednih domačih in tujih dirigentov. Kot obetaven mlad pevec je leta 2002 je prejel štipendijo Wagnerjevega sklada. Leta 1996 je postal član vodilne slovenske komorne vokalne skupine Slovenski oktet, s katerim koncertira na mednarodnih festivalih doma in v tujini in je od leta 2008 tudi njegov umetniški vodja. 
Je nagrajenec Prešernovega sklada za vlogi Lorenza v operi Črne maske Marija Kogoja in Grudna v operi Ljubezen kapital Janija Goloba (2013).